# 柔胺
柔胺，又称六碳氨糖或柔红糖胺，是一种含氮有机化合物，化学式C6H13NO3，属于一种脱氧氨基糖，特别是己糖胺，是许多抗生素的组成成分。

道諾黴素
伊达比星（英语：idarubicin）
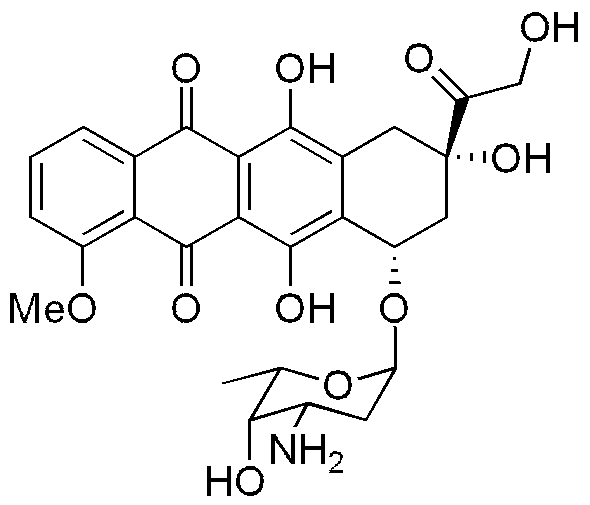
阿霉素

。